# زجاج البحر

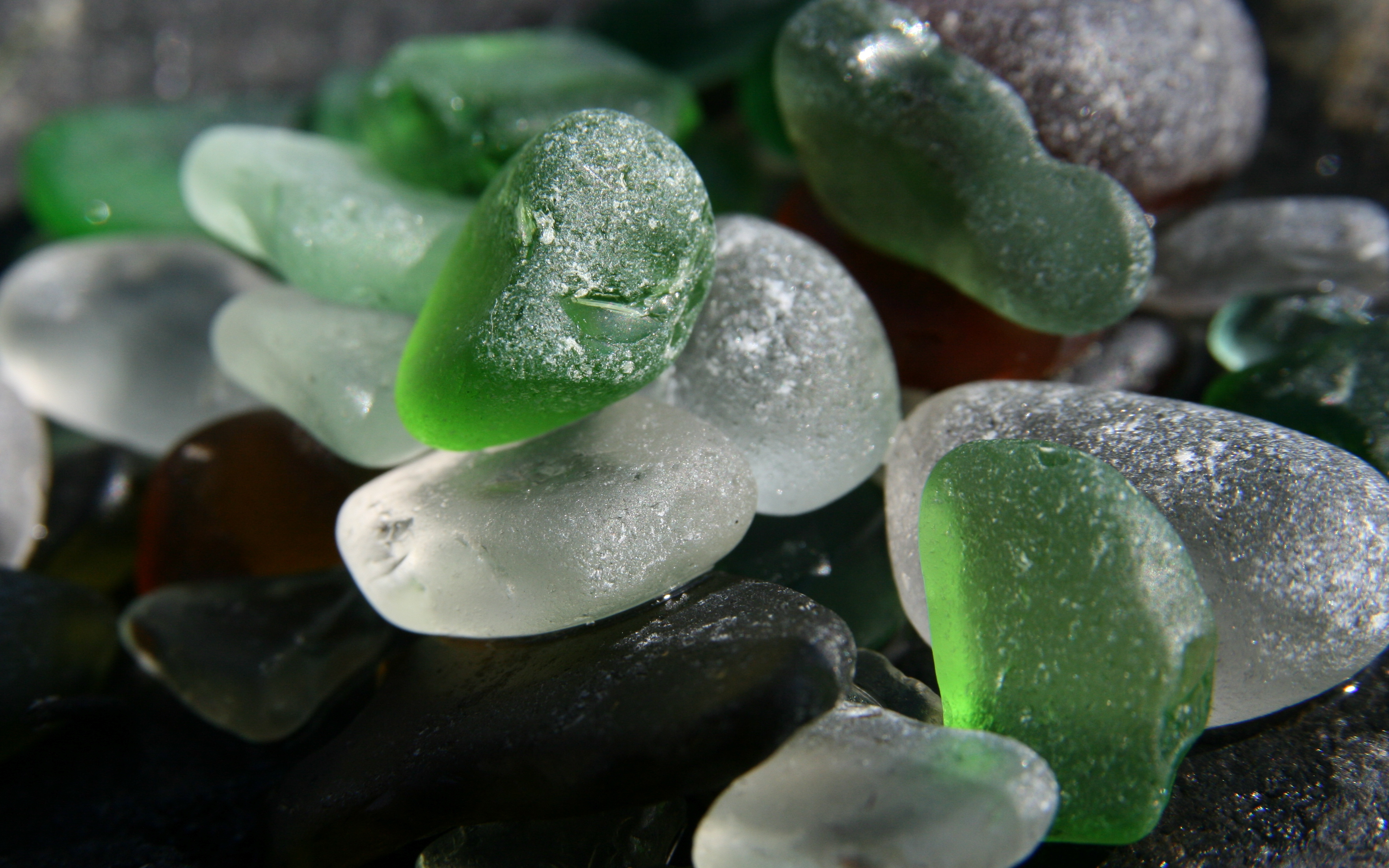
قطع زجاج بحر خضراء وبيضاء

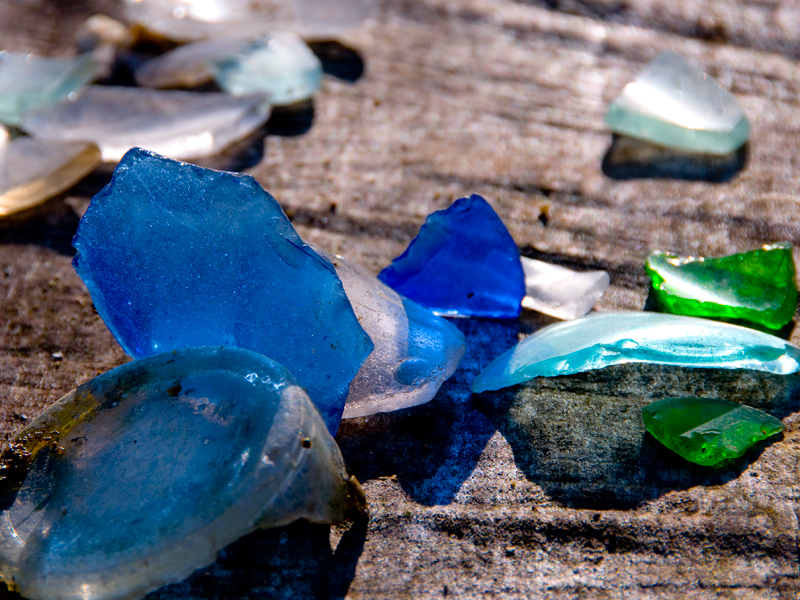
زجاج الشاطيء

زجاج البحر و زجاج الشاطئ هما نوعان من الزجاج متشابهان ولكن كل منهما يأتي من نوع مختلف من المياه. زجاج البحر هو زجاج مجوى بفعل التعامل الكيميائي والفيزيائي على السواء وهو يوجد على شواطئ المسطحات المائية المالحة. إجراءات التجوية هذه تثمر زجاجا مسنفرا طبيعيا. يمكن جمع زجاج البحر الحقيقي كهوايةً كما يمكن استعماله في صنع المجوهرات أو في التزيين. 
زجاج الشاطئ يأتي من المياه العذبة وفي معظم الحالات له درجة حموضة مختلفة وله مظهر أقل تبلورا من زجاج البحر. يستغرق تكوين زجاج البحر من 30 إلى 40 عاما، وأحيانا يصل إلى 100 عام، مما يكسبه نسيجه وشكله الفريدين.